# 韓浩 (唐朝)
韓浩（？—756年），京兆长安人，唐朝政治人物。韩休之子。
御史大夫王鉷犯法，籍没其家，韓浩为万年县主簿，没收其财产，有所隐藏，被京兆尹鲜于仲通所弹劾，流放到循州。后来担任高陵县尉。安禄山攻打西京，韓浩与兄弟韓洪、韓汯、韓滉、韓浑出奔山谷，将投奔行在，韓浩、韓洪、韓浑及韓洪四子被叛军所擒，在通衢杀害。唐肃宗下诏赠韓浩为吏部郎中。